# César Romero Sánchez-Herrera
César Romero Sánchez-Herrera (c. 1900-1953) va ser un polític i sindicalista espanyol.

## Biografia
Nascut a Pozuelo de Calatrava cap a 1900. Va fer estudis de medicina i treballà com a agent comercial. En la seva joventut va treballar per a l'Instituto Llorente de Madrid i també com a representant en els Laboratoris Cusi. Va estar afiliat a la Federació nacional d'agents de comerç i indústria de la UGT, així com al PSOE. Va arribar a participar en els fets revolucionaris de 1934, pels quals va ser detingut i empresonat durant algun temps. Seria posat en llibertat al començament de 1936.
Després de l'esclat de la Guerra civil es va unir a les forces republicanes, passant a formar part del comissariat polític de l'Exèrcit Popular de la República. Va arribar a exercir com a comissari de la 39a Divisió. Al final de la contesa va marxar a l'exili, instal·lant-se a Mèxic en 1940. Allí va treballar per als laboratoris Albamex.
Va morir a Ciutat de Mèxic el 25 d'octubre de 1953.